# Колкавањо (Асти)
Колкавањо је насеље у Италији у округу Асти, региону Пијемонт.
Према процени из 2011. у насељу је живело 111 становника. Насеље се налази на надморској висини од 219 м.